# Okamejei hollandi
Okamejei hollandi är en rockeart som först beskrevs av Jordan och Richardson 1909.  Okamejei hollandi ingår i släktet Okamejei och familjen egentliga rockor. IUCN kategoriserar arten globalt som otillräckligt studerad. Inga underarter finns listade i Catalogue of Life.